# Малый Несветай
Ма́лый Несвета́й (разг. Несвета́евка) — река в Ростовской области России, левый и крупнейший приток Большого Несветая (бассейн Дона). Длина 48 км. Площадь водосборного бассейна — 356 км².
В верховьях реки расположен город Новошахтинск. Река весьма извилиста.

## Течение
Малый Несветай берёт начало на южном склоне Донецкого кряжа, на севере города Новошахтинска, с улиц Вернигоренко и Баррикадной. Высота истока — 200 м над уровнем моря. Течёт на юг, вначале отклоняясь к востоку образуя дугу. Далее принимает справа реку Джельменту. Затем у села Алексеевка поворачивает на юго-юго-запад. Впадает в реку Большой Несветай в 18 км от её устья, к северу от хутора Гребцово. Река течёт по равнинной степи. Сооружены пруды (самый большой — ниже Новошахтинска 47°44′15″ с. ш. 39°56′15″ в. д.).
Река протекает по территории Октябрьского и Родионово-Несветайского районов Ростовской области, а также по территории городского округа Новошахтинска.

## Водный режим
Река весьма маловодна, течение медленное, в засушливые годы летом пересыхает.
Малый Несветай в верховье разветвляется на ряд крупных балок, по которым выходит много источников, но все они с незначительным дебитом. По правому притоку Джельмента в реку спускались шахтные воды Несветаевского рудника в количестве 15-20 л/сек (0,015—0,02 м³/сек). После закрытия шахт Джельмента обмелела.

## История
Река упоминается в Статистическом описании земли Донских Казаков составленного в 1822—32 годах:

б) Речки, сообщающие воды свои Аксаю: С правой стороны: 2) Тузлов. В неё впадают с левой стороны: с) Большой Несветай, принимающий в себя Бургусту и Малый Несветай.
— Глава III. Воды

## Бассейн
- Малый Несветай
  - б. Картаева — (лв)
  - б. Куцая — (лв)
  - б. Малая Намжа — (лв)
  - б. Большая Намжа — (лв)
  - б. Манкир — (лв)
  - б. Уюк — (пр)
  - б. Манкур — (лв)
  - б. Поповская — (лв)
  - б. Бугултай — (пр)
  - Джельмента — (пр)
  - б. Каменная — (лв)
  - б. Хлопова — (лв)
  - б. Бугровая — (лв)
  - б. Солёная — (пр)

## Населённые пункты
- г. Новошахтинск
- х. Новопавловка
- с. Алексеевка
- х. Шевченко
- х. Авилов
- х. Большой Должик